# Liu Yifei
Liu Yifei (chinês simplificado: 刘亦菲, pinyin: Liú Yìfēi) também conhecida como Crystal Liu e nascida An Feng (Wuhan, 25 de agosto de 1987), é uma atriz, cantora e modelo sino-americana.  Em 2009, ela foi nomeada como uma das Quatro Novas Atrizes de Dan na China. Em 2017, ela foi escalada como protagonista na re-imaginação live-action da animação da Disney de 1998 Mulan.

## Biografia
Liu nasceu no Hospital Tongji em Wuhan, Hubei e recebeu o nome de nascimento An Feng.  Ela é filha unica de An Shaokang (安少康), 1º secretário na Embaixada da China na França e professor universitário de língua francesa, enquanto sua mãe é Liu Xiaoli (刘晓莉), dançarina e artista de palco. Seus pais se divorciaram quando tinha dez anos e ela foi criada exclusivamente por sua mãe. Naquele mesmo ano, ela adotou o nome de família de sua mãe e mudou seu nome para "Liu Ximeizi" (刘 茜 美 子), além disso, começou a modelar, juntamente com treinamentos em canto, dança e piano. Seu padrinho é Chen Jinfei (陈金飞), presidente do Grupo de Investimento Beijing Tongchan.
Quando Liu tinha dez anos, ela e sua mãe mudaram-se para a cidade de Nova Iorque, Estados Unidos, onde estudou na Louis Pasteur Middle School 67. Ela morou no Queens antes de retornar à China em 2002 para seguir carreira de atriz e mudou seu nome para "Liu Yifei" (刘亦菲). Enquanto morava nos Estados Unidos, Liu ganhou cidadania estadunidense. Várias semanas depois de retornar à China, ela foi aceita  no Instituto de Performance da Academia de Cinema de Pequim aos quinze anos e se formou em 2006.

## Filmografia

### Filmes
| Ano  | Título em Inglês       | Papel                     | Notas               |
| ---- | ---------------------- | ------------------------- | ------------------- |
| 2004 | Love of May            | Zhao Xuan                 | [carece de fontes?] |
| 2004 | The Love Winner        | Jin Qiaoli                | [ 11 ]              |
| 2006 | Abao's Story           | Xixi                      | participação        |
| 2008 | The Forbidden Kingdom  | Pardal Dourado            |                     |
| 2010 | Love in Disguise       | Song Xiaoqing             |                     |
| 2011 | A Chinese Fairy Tale   | Nie Xiaoqian              |                     |
| 2011 | White Vengeance        | Consorte Yu               |                     |
| 2012 | The Four               | Wu Qing                   |                     |
| 2012 | The Assassins          | Lingju / Diaochan         |                     |
| 2013 | The Four II            | Wu Qing                   |                     |
| 2014 | The Four III           | Wu Qing                   |                     |
| 2014 | For Love or Money      | Xing Lu                   |                     |
| 2015 | Outcast                | Zhao Lian                 |                     |
| 2015 | The Third Way of Love  | Zou Yu                    |                     |
| 2016 | Night Peacock          | Elsa                      |                     |
| 2016 | So Young 2: Never Gone | Su Yunjin                 |                     |
| 2017 | Once Upon a Time       | Bai Qian / Si Yin / Su Su |                     |
| 2017 | The Chinese Widow      | Ying                      |                     |
| 2017 | Hanson and the Beast   | Bai Xianchu               |                     |
| 2020 | Mulan                  | Mulan                     |                     |

### Séries de televisão
| Ano  | Título em Inglês                | Títilo em Chinês | Papel                | Notas        |
| ---- | ------------------------------- | ---------------- | -------------------- | ------------ |
| 2003 | The Story of a Noble Family     | 金粉世家         | Bai Xiuzhu           |              |
| 2003 | Demi-Gods and Semi-Devils       | 天龙八部         | Wang Yuyan           |              |
| 2005 | Chinese Paladin                 | 仙剑奇侠传       | Zhao Ling'er         |              |
| 2005 | Doukou Nianhua                  | 豆蔻年华         | Professora Xiao Zhao | participação |
| 2006 | The Return of the Condor Heroes | 神鵰俠侶         | Xiaolongnü           |              |
| 2019 | The Love of Hypnosis            | 南烟斋笔录       | Lu Mansheng          |              |